# Ursula Tronser
Ursula Tronser (geboren 3. März 1950) ist eine deutsche Juristin. Sie war von 1991 bis 2002 Richterin am Bundespatentgericht und anschließend am Europäischen Patentamt tätig.

## Beruflicher Werdegang
Nach dem Studium der Rechtswissenschaft begann Tronser eine Verwaltungslaufbahn im Höheren Dienst und war 1991 Regierungsdirektorin.
Tronser wurde zum 9. September 1991 als Richterin kraft Auftrags an das Bundespatentgericht berufen. Zum 27. Mai 1992 wurde sie zur Richterin ernannt. Sie war rechtskundiges Mitglied im 5. Senat, einem Gebrauchsmuster-Beschwerdesenat, im 29. Senat, einem Marken-Beschwerdesenat, im 23. Senat und im 9. Senat, beides Technische Beschwerdesenate. Stellvertreterin von rechtskundigen Mitgliedern war sie in diversen anderen Senaten.
2002 wechselte Tronser zum Europäischen Patentamt und war dort bis 2006 Mitglied in verschiedenen Beschwerdekammern.

## Veröffentlichungen
- 1991: Auswirkungen des Produktpirateriegesetzes vom 7. März 1990 auf das Gebrauchsmusterrecht. In: GRUR – Gewerblicher Rechtsschutz und Urheberrecht. Band 93, Nr. 1, 1991, S. 10–16.
- 1994: Der Schutz technischer und ästhetischer Produkteigenschaften des Markenartikels. In: Manfred Bruhn (Hrsg.): Handbuch Markenartikel. Anforderungen an die Markenpolitik aus Sicht von Wissenschaft und Praxis. Schäffer-Poeschel-Verlag, Stuttgart 1994, ISBN 978-3-7910-0718-2, S. 1787–1834. Inhaltsverzeichnis (PDF).
- 2000: Gratwanderung. In: DRiZ. 2000, S. 282.